# Iglesia de Santa Ana (Saint-Benoît)
La Iglesia de Santa Ana  (en francés: Église Sainte-Anne de Saint-Benoît) es una iglesia católica en la isla de la Reunión, departamento de ultramar de Francia en el Océano Índico. 
Situado en la jurisdicción de la ciudad de Saint-Benoît (San Benito), se trata del edificio más notable del distrito de Santa Ana (de ahí su clasificación como monumento histórico). Anteriormente se desempeñó como telón de fondo de la película de François Truffaut «La sirène du Mississipi». Esta iglesia es  objeto de una protección especial gracias a su clasificación como monumento histórico desde el 11 de octubre de 1982.

## Véase también

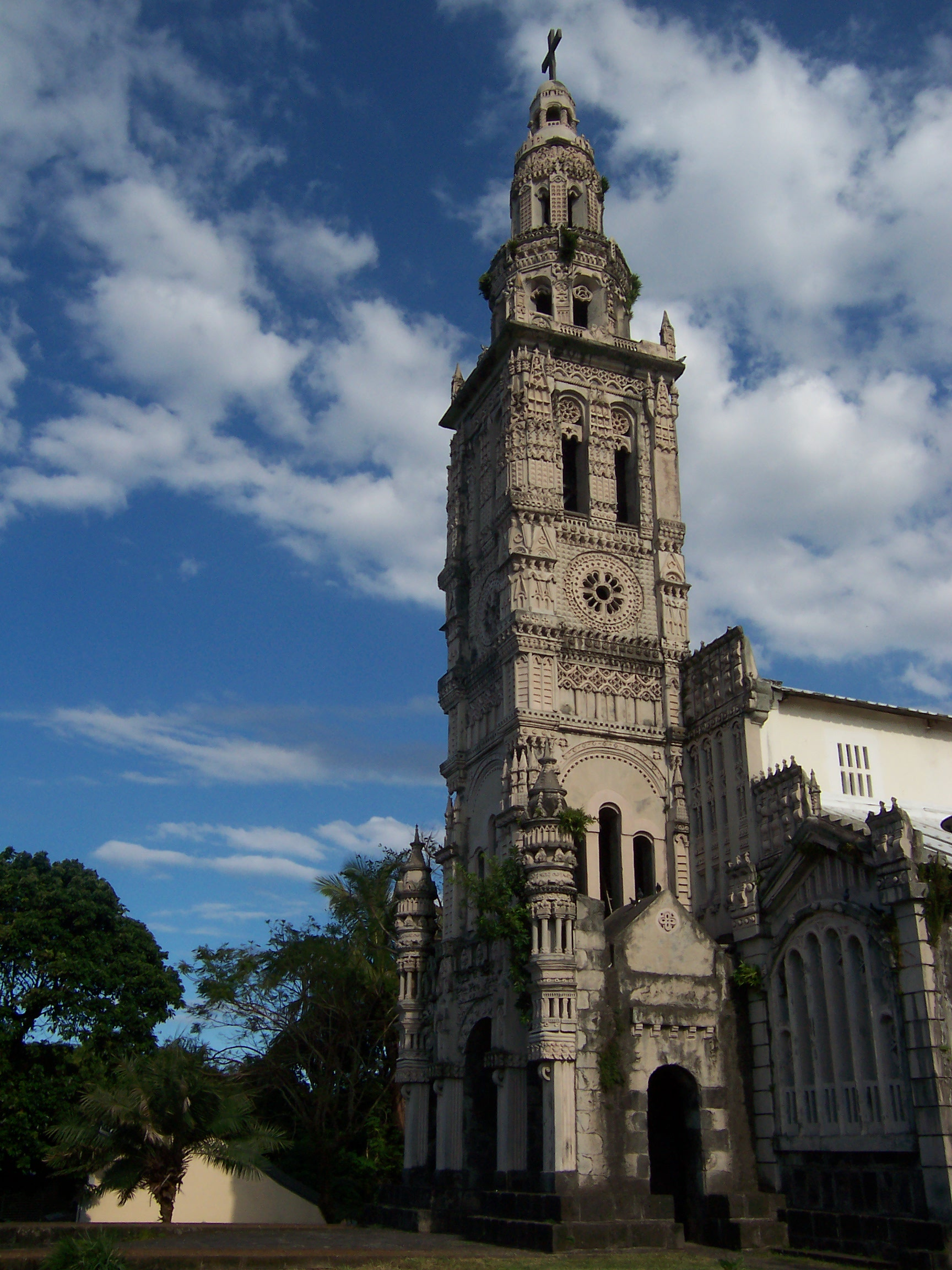
Vista de la torre